# Brian Auger
Brian Auger (Londen, 18 juli 1939) is een Engelse keyboardspeler. Zijn favoriete instrument is het hammondorgel. Hij beweegt zich in het grensgebied van jazz en popmuziek.

## Carrière

### Het begin
Muzikaal was Auger autodidact. Hij imiteerde artiesten die hij bewonderde, zoals Horace Silver en Herbie Hancock. Tegen het eind van de jaren vijftig werd hij beroepsmuzikant. Hij begon als jazzpianist te spelen in clubs. Vanaf 1962 leidde hij een eigen Brian Auger Trio. Hij bouwde een zekere bekendheid op, want de lezers van het tijdschrift Melody Maker, dat tot medio jaren zestig sterk jazzgeoriënteerd was, kozen hem in 1964 als beste jazzpianist.
In 1965 raakte hij geïnteresseerd in het geluid van het hammondorgel. Hij schafte er zelf een aan en schnabbelde ook bij als organist. Zo werd hij ingehuurd om orgel te spelen bij de opname van For Your Love van The Yardbirds. Toen hij in de studio arriveerde, bleek daar geen orgel te staan. Er stond wel een klavecimbel, dus bij gebrek aan beter nam hij dat. Na afloop dacht hij: Een popnummer met een klavecimbel, dat kan nooit wat worden. For Your Love haalde echter de derde plaats in de Britse UK Singles Chart en de zesde in de Amerikaanse Billboard Hot 100.

### Steampacket
Toen hij in 1965 met Julie Driscoll, Long John Baldry, Rod Stewart en de gitarist Vic Briggs een eigen band The Steampacket vormde, speelde hij daar hammondorgel. De groep toerde dat jaar door Groot-Brittannië met The Rolling Stones. In 1966 gingen de leden hun eigen weg.

### Julie Driscoll, Brian Auger and the Trinity

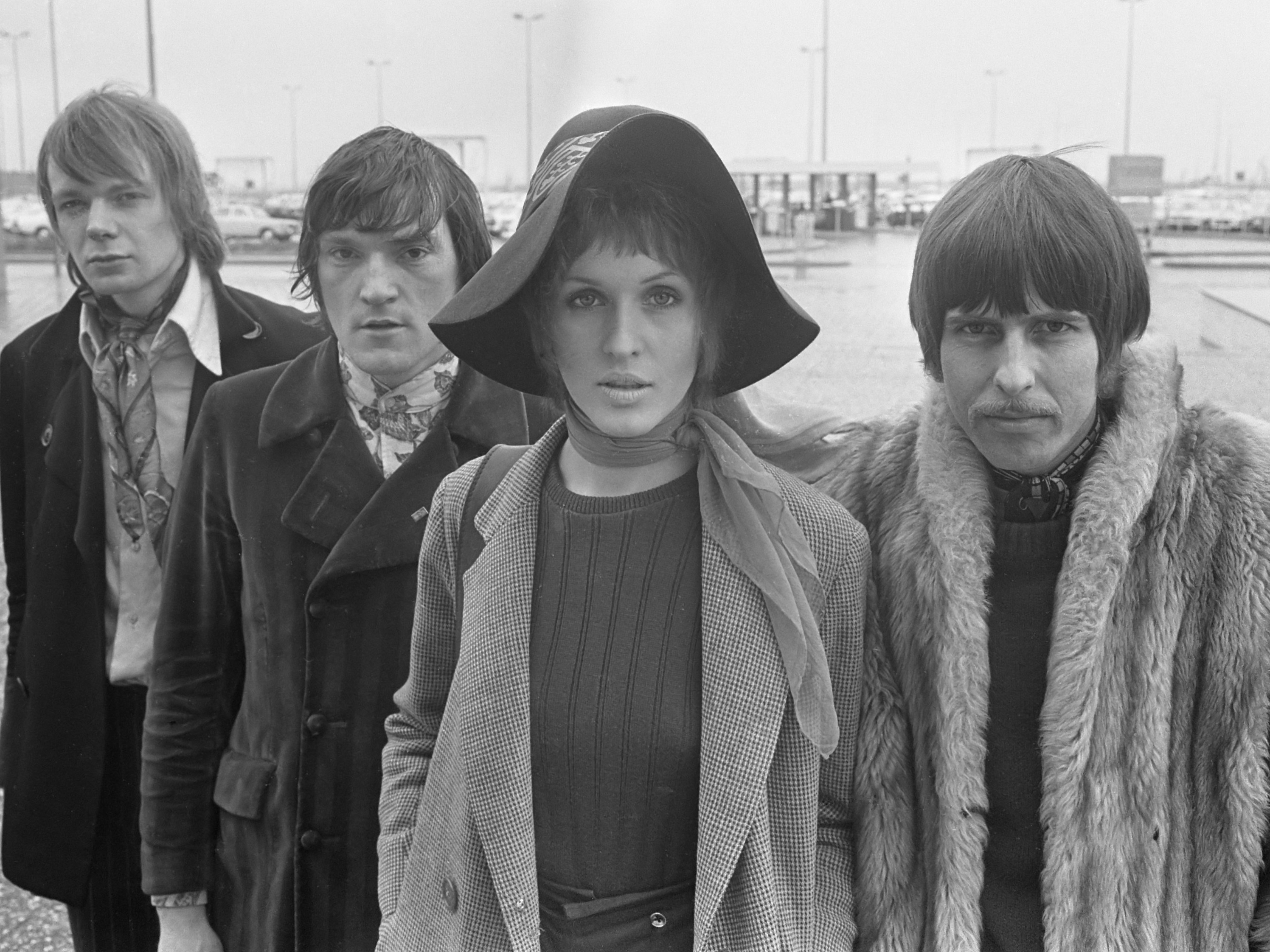
Julie Driscoll, Auger & the Trinity (1968)

In 1966 gingen Auger en Driscoll verder als Julie Driscoll, Brian Auger and the Trinity. The Trinity was een wisselend gezelschap, maar ten tijde van hun grootste hit This Wheel's on Fire was de samenstelling:
- Dave Ambrose, basgitaar
- Clive Thacker, drums
- Gary Boyle, gitaar[1]

Brian Auger speelde naast hammondorgel ook dwarsfluit en zong af en toe.
This Wheel's on Fire, een liedje van Bob Dylan en Rick Danko, kwam uit in 1968 en bereikte de vijfde plaats in de UK Singles Chart. In Nederland kwam het tot de dertiende plaats.
Andere redelijk succesvolle nummers van de groep waren Road to Cairo (1968) en Take Me to the Water (1969).
In 1969 maakte de groep een succesvolle tournee door de Verenigde Staten, maar kort daarna vertrok Julie Driscoll. Het restant van de groep, die nu alleen Brian Auger and the Trinity heette, ging in juli 1970 uit elkaar.

### Oblivion Express
Na een mislukte poging om in Wassenaar een jazzcommune op te zetten vormde Auger nog in 1970 een nieuwe groep, Oblivion Express. De naam was min of meer een grapje. Auger verwachtte dat de groep maar kort zou bestaan en daarna in de vergetelheid zou verdwijnen. Net als indertijd bij For Your Love had hij het bij het verkeerde eind. De groep hield het acht jaar uit.
De groep speelde niet-commerciële jazzrock, maar toch haalde een aantal lp’s de Amerikaanse Billboard Album Charts. De samenstelling van de groep wisselde nogal eens. Bekende artiesten als de drummer Dave Dowle, multi-instrumentalist Alex Ligertwood en Robbie McIntosh, de eerste drummer van de Average White Band, hebben enige tijd deel uitgemaakt van Oblivion Express.
In 1975 verhuisde Auger naar de Verenigde Staten, waar hij zich na enige omzwervingen in de buurt van San Francisco vestigde. In 1978 zette Auger een punt achter Oblivion Express.

### Losse projecten
Auger werd daarnaast vaak gevraagd voor eenmalige projecten, zoals de lp Workers Playtime van de gelegenheidsformatie B.B. Blunder, waarvan naast Auger onder andere Julie Driscoll en Barry Jenkins deel uitmaakten. In 1978 maakte hij samen met Julie Driscoll het album Encore. Driscoll was inmiddels getrouwd met de jazzpianist Keith Tippett en noemde zich op dit album Julie Tippetts.
Na de ontbinding van Oblivion Express bleef hij eenmalige projecten doen. In de jaren 1988-1990 verzorgde hij de achtergrondmuziek bij de dertiendelige tv-documentaire Villa Fantastica van de Duitse tv-zender ARD. De muziek, waaraan ook Pete York, de vroegere drummer van The Spencer Davis Group, meewerkte, is in 1990 op de plaat gezet onder de naam Super Jam.
Vanaf 1990 toerde hij enkele jaren met de zanger Eric Burdon.

### Opnieuw Oblivion Express
In 1995 bracht Brian Auger een nieuwe versie van Oblivion Express bij elkaar. Sinds 2000 maken zijn dochter Savannah als zangeres en zijn zoon Karma als drummer deel uit van de groep. Nog steeds doet hij daarnaast ook andere dingen. In 2012 maakte hij bijvoorbeeld een solo-album, Language of the Heart.

## NPO Radio 2 Top 2000
| Nummer met noteringen in de NPO Radio 2 Top 2000        | '99  | '00  | '01  |
| ------------------------------------------------------- | ---- | ---- | ---- |
| This Wheel's on Fire (met Julie Driscoll & The Trinity) | 1674 | 1697 | 1910 |

1. ↑  Een vetgedrukt getal geeft de hoogste notering aan.
2. ↑  Deze tabel is bijgewerkt tot en met de laatste editie (2024).